# Акцепт
Акцепт представља изјаву лица на које се вуче мјеница, да ће у року доспећа мјенице на наплату исплатити мјенични дуг у цјелини или дјелимично. Име акцептанта (лица које исплаћује мјенични дуг) се налази на лицу мјенице. Прије саме наплате мјеничног дуга ималац мјенице подноси је акцептанту на акцептирање, тј. потребно је да акцептант на лицу мјенице напише „прихватам“ или „признајем“ и да се потпише. Ово је битно зато што, неријетко, мјеницу издаје један правни субјекат, а други правни субјекат измирује обавезу из те мјенице.